# Hinkelien Schreuder
Hinkelien Schreuder (n. 13 februarie 1984, Goor⁠(d), Overijssel, Țările de Jos) este o înotătoare olandeză, medaliată olimpică. A participat la 2 ediții ale Jocurilor Olimpice (2008, 2012) în care a câștigat o medalie de aur și o medalie de argint.